# Satoshi Kuribayashi
Satoshi Kuribayashi (栗林慧) är en fotograf från Japan, har givit ut ett flertal böcker och filmer och är mest känd för sina naturbilder av insekter. Han är född 1939 i Shenyang, Kina och har arbetat som frilansfotograf sedan 1960-talet. 
Kurubayashi tilldelades år 2006 Lennart Nilsson Award. Juryns motivering för detta lyder: "Satoshi Kuribayashi får priset för att han med egenhändigt utvecklad fototeknik öppnar insekternas värld för människornas ögon. Med humor, medkänsla, skönhet och oöverträffad skärpa skildrar han både insekterna själva och den omgivning de lever i. Hans bilder ger ett nytt perspektiv på jordens ekosystem - där människor och insekter visar sig ha oväntat mycket gemensamt", 

## Priser och utmärkelser
- 1978 Newcomer Prize, Photographic Society of Japan
- 1979 Nikon Salon Ina Nobuo Award
- 1991 Western Japan Culture Prize
- 1992 Award of the Year, Photographic Society of Japan
- 2002 Award of the Year, Photographic Society of Japan, för fotoboken "The World of Kuribayashi Satoshi"
- 2006 års Lennart Nilsson-pris för sitt nyskapande och unika sätt att skildra insekternas värld.